# Sarona
Sarona är ett släkte av insekter. Sarona ingår i familjen ängsskinnbaggar.

## Dottertaxa tillSarona, i alfabetisk ordning[1]
- Sarona adonias
- Sarona akoko
- Sarona alani
- Sarona annae
- Sarona antennata
- Sarona aula
- Sarona azophila
- Sarona beardsleyi
- Sarona dakine
- Sarona flavidorsum
- Sarona gagnei
- Sarona haleakala
- Sarona hamakua
- Sarona hie
- Sarona hiiaka
- Sarona iki
- Sarona kaala
- Sarona kanaka
- Sarona kane
- Sarona kau
- Sarona kohana
- Sarona kuaana
- Sarona kukona
- Sarona laka
- Sarona lanaiensis
- Sarona lissochorium
- Sarona makua
- Sarona mamaki
- Sarona maui
- Sarona mokihana
- Sarona myoporicola
- Sarona oahuensis
- Sarona oloa
- Sarona palolo
- Sarona pittospori
- Sarona pookoi
- Sarona pusilla
- Sarona saltator
- Sarona usingeri
- Sarona xanthostelma